# سنت لوسیا در المپیک تابستانی ۲۰۲۴
کاروان المپیکی سنت لوسیا، متشکل از ۴ ورزشکار، یکی از کاروان‌های المپیکی شرکت‌کننده بازی‌های المپیک تابستانی ۲۰۲۴ بود. این دوره از بازی‌ها، از ۲۶ ژوئیه تا ۱۱ اوت ۲۰۲۴ (۵ تا ۲۱ امرداد ۱۴۰۳ خورشیدی) به میزبانی پاریس، پایتخت فرانسه برگزار شد.  این حضور، هشتمین حضور کاروانی از سنت لوسیا در ادوار المپیک بود.
کمیته المپیک سنت لوسیا، هلنا رنی-امانوئل را به عنوان رئیس هیات در این دوره از بازی‌ها معرفی کرد.
جولین آلفرد، نخستین مدال این کشور در تاریخ حضورش در المپیک را کسب کرد. او این مدال طلا را در ماده دو ۱۰۰ متر با یک رکود جدید (۱۰.۷۲ ثانیه) کسب کرد.
سه روز بعد، او توانست یک مدال نقره را نیز در ماده‌ی ۲۰۰ متر کسب کرد تا دومین مدال تاریخ کشورشدر المپیک را نیز کسب کرده باشد.
بدین شکل، او به نخستین ورزشکار این کشور تبدیل شد که در یک دوره المپیک، دو مدال کسب کرده است. 
سنت لوسیا با کسب این دو مدال، در جایگاه ۵۵ رده‌بندی نهایی المپیک قرار گرفت.

## مدال‌آوران
| مدال | نام         | ورزش        | رویداد       | تاریخ |
| ---- | ----------- | ----------- | ------------ | ----- |
| طلا  | جولین آلفرد | دو و میدانی | ۱۰۰ متر زنان | ۳ اوت |
| نقره | جولین آلفرد | دو و میدانی | ۲۰۰ متر زنان | ۶ اوت |

## شرکت‌کنندگان
ورزشکاران سنت لوسیا در رشته‌های زیر در المپیک به رقابت پرداختند.
| ورزش             | مردان | زنان | کل |
| ---------------- | ----- | ---- | -- |
| دو و میدانی      | ۱     | ۱    | ۲  |
| قایقرانی بادبانی | ۱     | ۰    | ۱  |
| شنا              | ۱     | ۰    | ۱  |
| کل               | ۳     | ۱    | ۴  |